# Sara Bergmark Elfgren

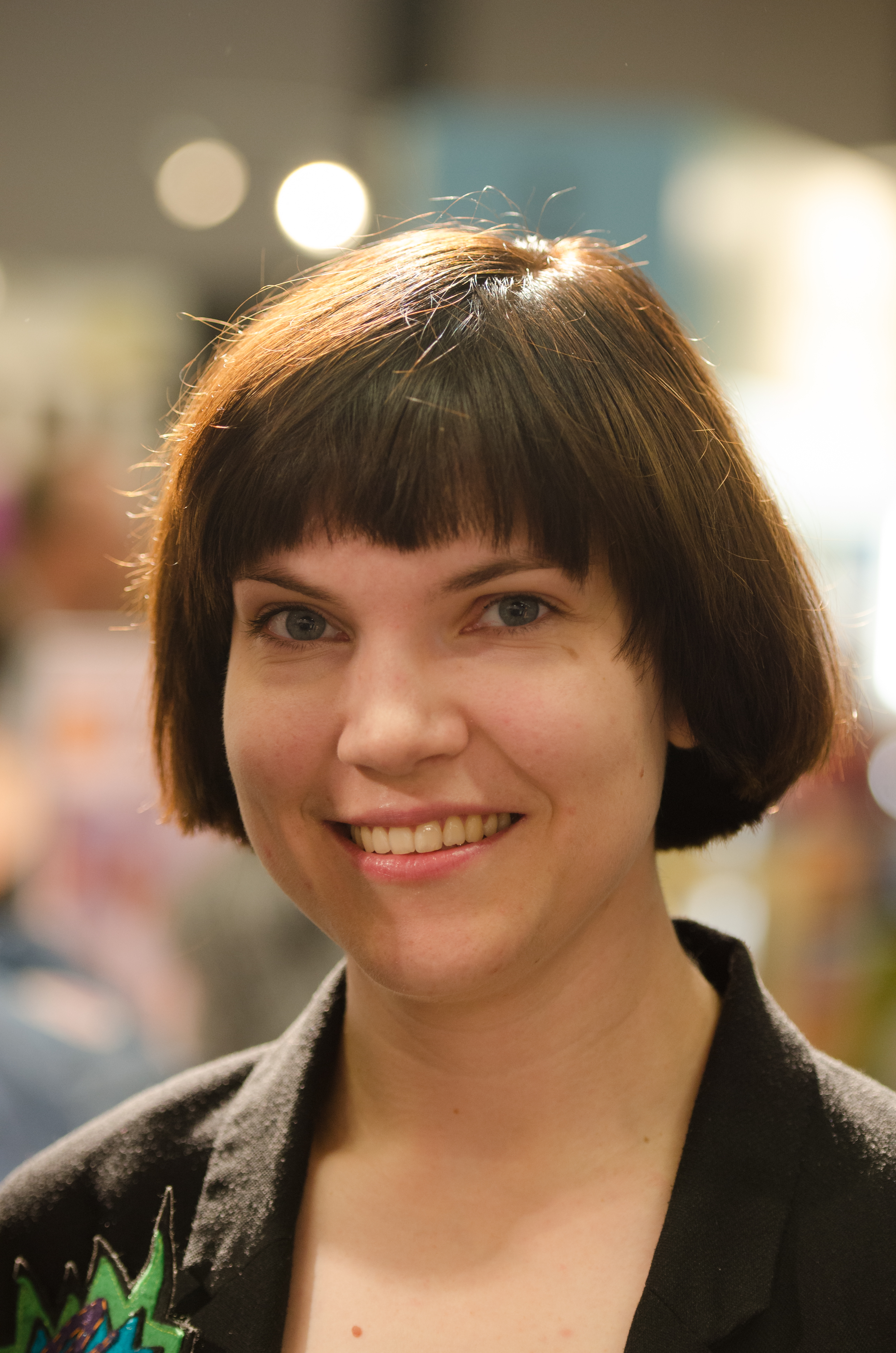
Sara Bergmark Elfgren, 2012

Sara Jenny Maria Bergmark Elfgren (* 13. März 1980 in Stockholm) ist eine schwedische Schriftstellerin. Sie hat ihren Debütroman, Cirkeln, in Zusammenarbeit mit Mats Strandberg geschrieben. Cirkeln wurde 2011 für den August-Preis, in der Kategorie Kinder- und Jugendbuch, nominiert.

## Werke
Engelfors-Trilogie:
- 2011: Zirkel (Cirkeln)
- 2012: Feuer (Eld)
- 2013: Schlüssel (Nyckeln)

weitere Werke:
- 2013: Geschichten aus Engelsfors (Berättelser från Engelsfors)
- 2015: Jetzt haben wir einander (Just nu har vi varandra)
- 2016: Jetzt spielen wir (Nu leker vi)
- 2017: Norra Latin. Stockholm
  - Übers. Katrin Frey: Norra Latin. Die Schule der Träume. Arctis, 2018[3]
- 2021: Grim